# 룽게른
룽언(Lungern)은 스위스 옵발덴주의 자치체이다. 룽언은 룽언 호수와 룽언 마을 외에 뷔르글렌(Bürglen), 카이저슈투흘(Kaiserstuhl) 및 옵제(Obsee)의 정착지를 포함한다.

## 역사
룽언이 최초로 등장한 문헌은 1275년에 작성된 독일 콘슈탄츠 교구의 세금 등록부였다. 그 장부에는 루티게른(Lutigern)과 드  룽언(de Lungern)으로 언급되어 있다.
1861년에는 브뤼닉 고개를 가로지르는 오래된 도로가 건설되면서 마을에 쉽게 도달할 수 있게 되었다. 25년 후인 1886년에 최초의 우편 마차가 이 고개를 넘었다. 그러나 이것은 1888년 브리엔츠에서 알프나흐슈타트 (현재 알프나흐의 일부)까지의 철도가 개통되면서 2년 동안만 지속되었다. 1887년 아이바흐강이 범람하여 오래된 마을 교회에 피해를 입혔다. 6년 후인 1893년에는 신고딕 양식의 교회가 봉헌되었다.
18세기말 룽언의 사람들은 생활 조건을 개선하기 위해 많은 노력과 수년에 걸쳐 호수의 수위를 낮췄다. 이 작업으로 농사, 주택과 제재소를 위한 새로운 땅을 만들었다. 80년이 지나 어렵게 얻은 땅은 새로운 댐으로 손실되었다. 1922년에 CKW라는 회사가 건설되어 호수에 발전소를 운영하기 시작했다. 현재 지역 발전소(EWO)는 룽언 호수의 물을 사용하여 전기를 생산한다. 1942년에는 브뤼닉 고개 위의 철도가 전철화되었다.

## 지리

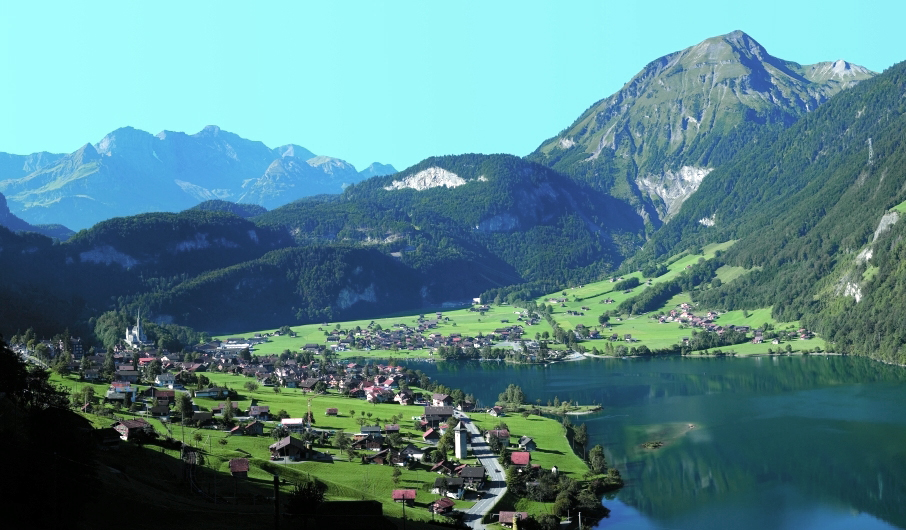
룽게른 마을

룽게른 마을은 해발 750m의 옵발덴주의 가장 높은 부분으로, 룽게른 호수의 동쪽 호숫가와 브뤼닉 고개 기슭에 있다. 그것은 자르너아 계곡의 가장 높은 마을로 북쪽으로만 열려 있고 다른 모든 면은 가파르고 나무가 우거진 경사와 암석으로 둘러싸여 있다.
남서쪽으로는 시정촌이 브뤼닉 고개까지 이어진다. 북서쪽에는 도시 경계가 빌러호른과 호흐 구메산에 의해 설정되고 룽게른 호수 전체가 포함된다. 동쪽으로 경계는 호흐슈톨렌과 칭슈투엘 산까지 이르고 귑피산과 클라이네 멜취탈 계곡의 일부를 포함한다.
룽게른 마을 외에 시정촌에는 호수 북쪽 끝에 있는 카이저슈투흘(Kaiserstuhl)과 뷔르글렌(Bürglen) 정착촌과 호수 남서쪽 끝에 있는 옵제(Obsee) 정착촌이 있다.
룽게른의 면적은 46.33k㎡이며, 그 중 6.48k㎡는 목초지와 경작지, 19.2k㎡는 목초지, 15.97k㎡는 나무가 우거진 나머지 2.91k㎡는 불모지이다.

## 인구와 경제
현재 룽게른 마을에는 약 2120명의 주민이 있다. 인구가 안정적이어서 전체 인구 대비 노인 비율이 증가하고 있다. 실제로 룽게른 전체 인구의 17.5%가 연금 수령 가능 연령이며, 이에 비해 옵발덴주에서는 평균 12%이다.

### 인구통계
룽게른의 인구(2020년 12월 31일 기준)는 2,138명이다. 2007년 기준으로 전체 인구의 8.6%가 외국인이다. 지난 10년 동안 인구는 2.6%의 비율로 증가했다. 인구의 대부분(2000년 기준 )은 독일어(94.8%)를 사용하며 알바니아어가 두 번째로 많이 사용(2.2%)되고 프랑스어가 세 번째(0.7%)로 사용된다. 2000년 기준으로 인구의 성별 분포는 남성은 49.7%, 여성은 50.3%였다. 2000년에 룽게른에는 681 가구가 있었다.
2007년 연방 선거에서 가장 인기 있는 정당은 41.7%의 득표율로 기타 정당으로 분류된 이었다. 다음으로 가장 인기 있는 세 정당은 SVP (26.2%), CVP (25.6%) 및 SPS (6.5%)였다.
룽게른에서는 인구의 약 71.5%(25~64세)가 필수가 아닌 고등 교육 또는 추가 고등 교육(대학 또는 응용학문대학)을 완료했다.
역사적 인구는 다음 표에 나와 있다.
| 년도 | 인구  |
| ---- | ----- |
| 1790 | 1,234 |
| 1850 | 1,413 |
| 1900 | 1,828 |
| 1950 | 1,878 |
| 1990 | 1,859 |
| 2000 | 1,965 |
| 2005 | 1,950 |
| 2006 | 1,975 |
| 2007 | 2,023 |
| 2008 | 2,035 |

### 경제

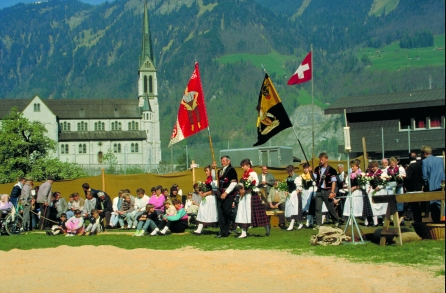
전통 의상을 입은 축제

룽게른은 실업률 0.6%. 2005년에는 1차 경제 부문에 156명이 고용되었고, 약 66개 기업이 관련되어 있었다. 443명이 2차 부문에 고용되었고, 27개 기업이 관련되었다. 394명의 사람들이 54개의 사업체와 함께 3차 부문에 고용되었다. 근로자의 약 24%가 농업과 임업에 종사했으며 40%는 장인 또는 장인으로 간주되었다. 나머지 노동 인구 중 13%는 상업 비즈니스 또는 교직원, 12%는 자영업, 11%는 국내 및 호텔 직원이었다.
경제적으로 농업, 임업과 목공이 우세한다. 농업은 가축 사육과 낙농업으로 구성된다. 모든 농업 농장은 토착 고원 지대에 의해 재배되며 주로 계곡의 바닥이 아니라 경사면에 위치하고 있다.
룽게른은 주요 고용주가 가서 펠슈테크닉이며, 낙석 및 산사태를 방지하는 암석면 보호를 전문으로 하는 300명의 직원, 조립식 목조 건축 및 엔지니어링 목재를 전문으로 하는 neue Holzbau AG(직원 70명 이상)와 함께 대규모 산업 부문을 보유하고 있다. 제품, 멤브레인 구조 및 채광창을 전문으로 하는 HP Gasser Membranbau(직원 80명 이상) 및 마차 및 상용차 전문가인 Sutter Fahrzeugbau. 많은 소규모 회사와 함께 룽게른의 옵제 부문에 위치하여 룽게른의 회사들은 마을 주민들뿐만 아니라 자르너아 계곡과 하슬리탈에게 고용을 제공한다.

## 날씨
1961년부터 1990년까지 룽게른은 연간 평균 강우량이 149.5일이었고 평균강수량은 1,491mm였다. 가장 습한 달은 8월로 룽게른은 평균 163mm의 강수량과 평균 14.4일동안 강수량을 받았다. 강수량이 가장 많은 달은 6월로 평균 14.7일이었지만 강수량은 158mm에 불과했다. 가장 건조한 달은 10월로, 14.4일 동안 평균 강수량이 88mm이다.

## 교회
1개의 가톨릭 교회와 5개의 예배당이 있다. 오래된 교회가 호수의 홍수로 파괴되었기 때문에 교회는 약 110년 된 상당히 새 것이다. 예배당은 도르프카펠레(Dorfkapelle), 옵제카펠레(Obseekapelle), 카펠레 뷔르글렌(Kapelle Bürglen), 카펠레 브라이텐펠트(Kappele Breitenfeld) 및 카플레 크룸멜바흐(Kappele Krummelbach)가 있다.

## 관광
룽게른의 주요 명소는 다음과 같다.
- 오래된 교회 탑(Alter Kirchturm), 신고딕 양식 교회 및 작은 마을 옵제
- 룽게른-투렌 케이블카에서 투렌까지 이동한 후 쉔뷰엘(Schönbüel)까지 하이킹[n 4]
- 지하사격장[n 5]

## 교통
브뤼닉선은 인터라켄과 루체른 사이의 경로에서 지자체를 통과한다. 룽게른역과 카이저슈투흘 OW역은 모두 노선과 지자체에 있다. 2013년에는 각 방향으로 시간당 1대의 열차가 운행되었다.

## 참조
1. ↑  neue Holzbau AG website
2. ↑  H-P Gasser Membranbau website
3. ↑  Sutter Fahrzeugbau website
4. ↑  Lungern-Turren Bahn website
5. ↑  Brünig Indoor website